# Sphinx drupiferarum
Sphinx drupiferarum är en fjärilsart som beskrevs av John Abbot och Smith 1797. Sphinx drupiferarum ingår i släktet Sphinx och familjen svärmare. Inga underarter finns listade i Catalogue of Life.

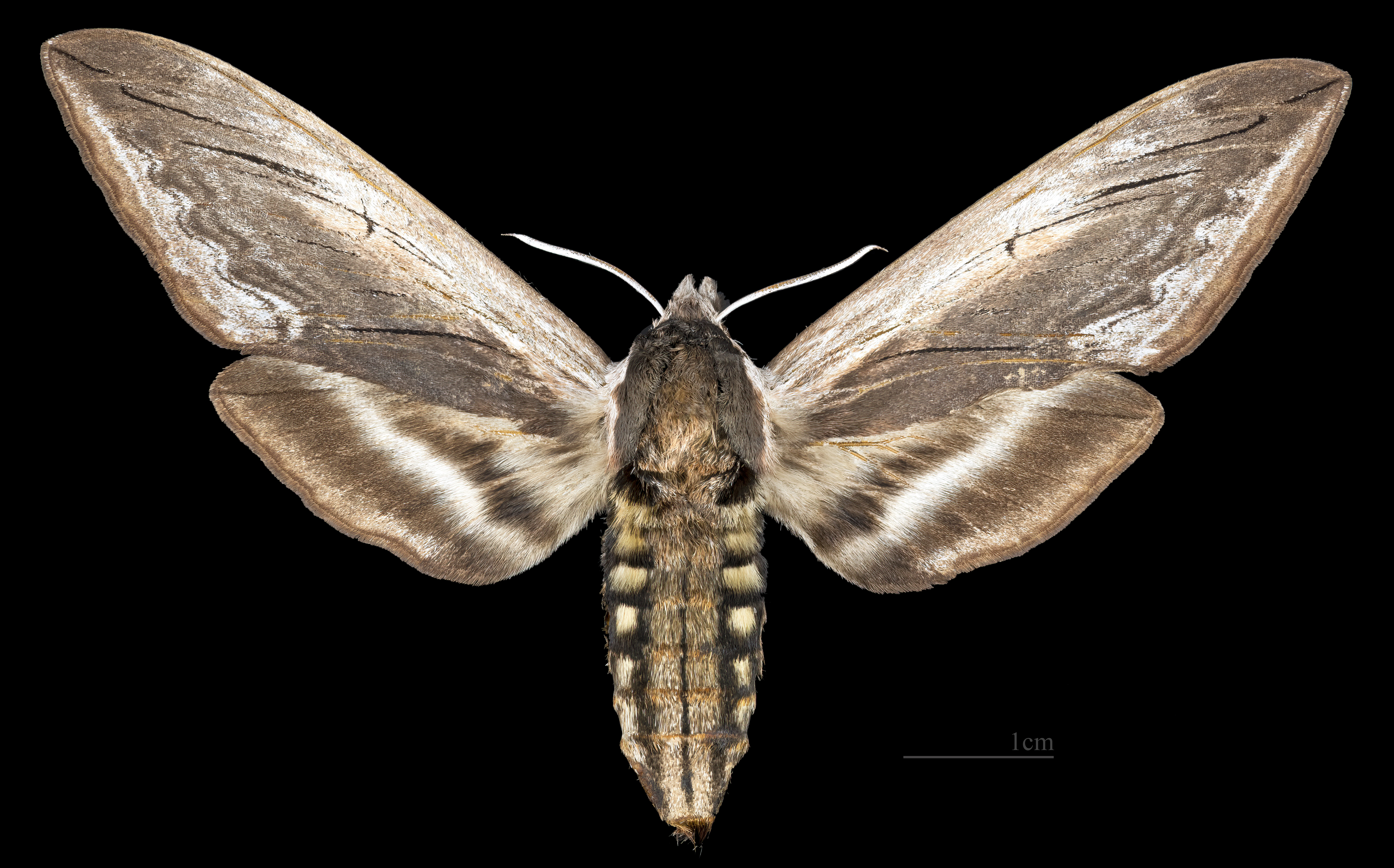
Sphinx drupiferarum ♀
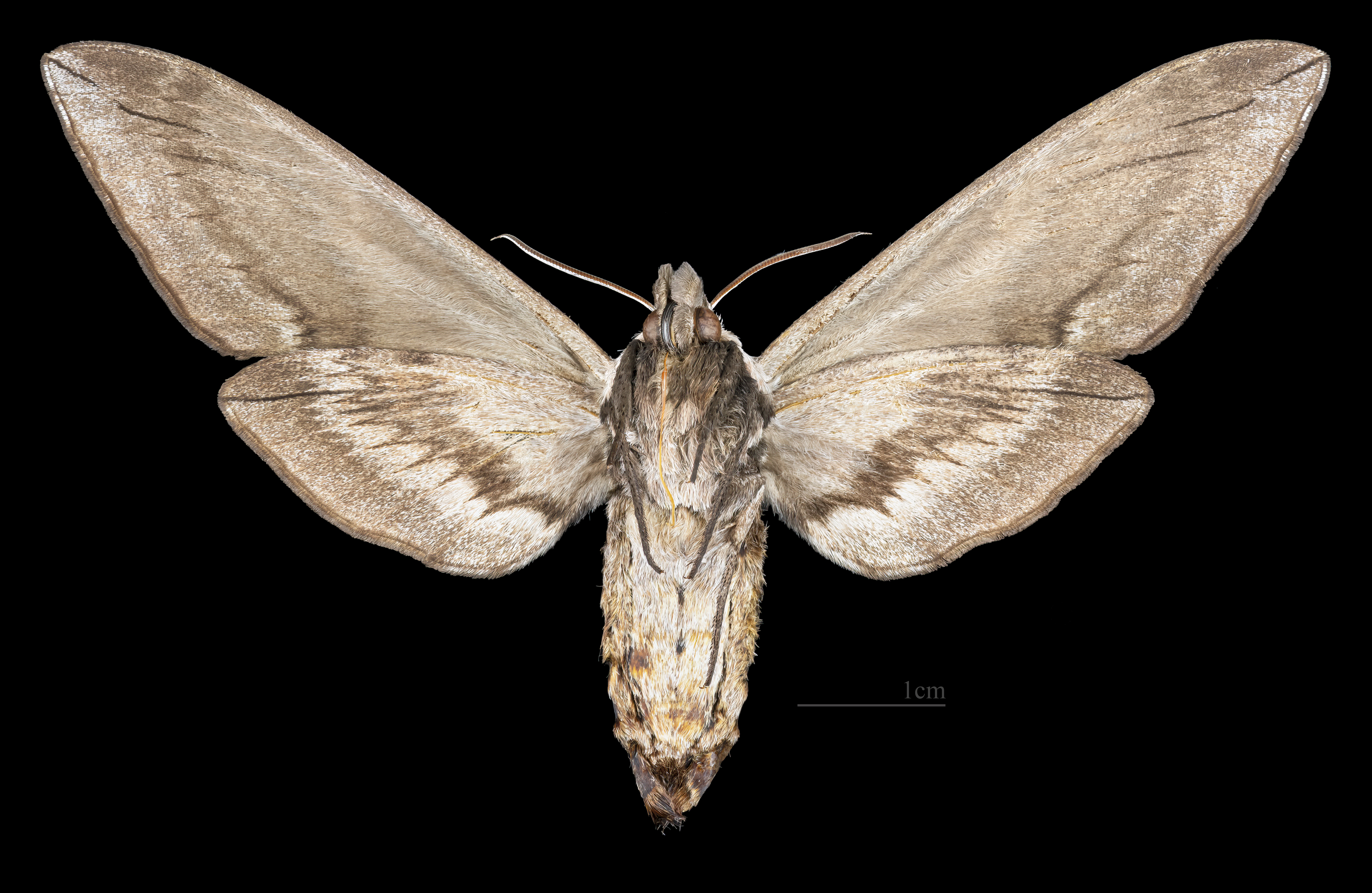
Sphinx drupiferarum  ♀ △